# Чикайя У Тамси
Чикайя У Тамси (при рождении — Жерар Феликс Чикайя (фр. Tchicaya U Tam'si;
25 августа 1931, Мпили, Французская Экваториальная Африка — 22 апреля 1988, Базанкур, Уаза, О-де-Франс, Франция) — конголезский франкоязычный поэт и писатель
, журналист. Один из первых поэтов Конго-Браззавиль.

## Биография
Представитель народа конго. Родился близ Браззавиля. Детство и юность провёл во Франции, где работал журналистом, пока в 1960 году не возвратился на родину. Вернувшись в Французское Конго, продолжал работать журналистом; поддерживал контакты с политиком соседнего Бельгийского Конго Патрисом Лумумбой, после убийства которого посвящал ему множество сочинений.
После свержения колониализма (1960) и крушения антинародного режима первых лет национальной независимости, достигает расцвета творчество крупнейшего франкоязычного поэта тропической Африки Чикайи У Тамси. Намеренная зашифрованность символики, склонность к сюрреалистскому «ошеломляющему образу» сочетаются у него с проникновенным лиризмом и с отточенностью иронии и сарказма в обличении буржуазного Запада. Особо выделяется в его творчестве цикл «Резюме. Рассудочные слова для анализа страсти» (1962), написанный под впечатлением трагедии бывшего Бельгийского Конго и гибели Патриса Лумумбы.
С 1961 по 1986 год работал в ЮНЕСКО, после чего досрочно вышел на пенсию, чтобы полностью посвятить себя писательству, но уже вскоре умер в возрасте 56 лет. 
Получил Гран-при на первом в истории Всемирном фестивале искусства Тропической Африки 1966 года в Дакаре.

## Творчество
Запомнился прежде всего как поэт, но также как автор четырёх романов и трёх пьес. Автор поэтических сборников «Дурная кровь» (1955), «Огонь бруссы» (1957), «Кривя душой» (1958), «Резюме. Рассудочные слова для анализа страсти» (1962), «Живот» (1964), «Музыкальная арка» (1970), сатирической пьесы «Славная судьба маршала Никона Никю, властителя, которого удаляют» (1979), сборника «Африканские легенды» (1968) и др.

## Избранные произведения
- Ces fruits si doux de l’arbre a pain, 1990
- Les Cancrelats, 1980
- La Veste d’intérieur suivi de Notes de veille, 1977
- L’Arc musical, Paris, 1970
- Le Ventre, Paris, 1964
- Épitomé, Tunis, 1962
- À triche-coeur, Paris, 1960
- Feu de brousse, Paris, 1957
- Le Mauvais Sang, Paris, 1955

## Память
- С 1989 года учреждена Премия Чикайя У Тамси за африканскую поэзию, которая вручается раз в два года в марокканском городе Асила.